# Martin Glas
Martin Glas (* 19. Juni 1975 in Ludwigshafen am Rhein) ist ein deutscher Neuroonkologe, Hirntumorspezialist, Neurologe und Hochschullehrer. Er ist als Leiter der Abteilung Klinische Neuroonkologie an der Klinik für Neurologie des Universitätsklinikums Essen tätig und hat eine Universitätsprofessur an der Universität Duisburg-Essen inne.

## Beruflicher Werdegang
Nach seinem Medizinstudium an der Johannes Gutenberg-Universität Mainz und der Yale University begann Glas seine klinische Laufbahn an den Neurologischen Universitätskliniken München-Großhadern und Regensburg. Im Jahr 2006 wechselte er zur Neurologischen Universitätsklinik Bonn, wo er 2012 die Neuroonkologische Kooperationseinheit mit der Robert-Janker-Klinik Bonn etablierte und bis 2016 leitete. Neben seiner Tätigkeit an der Universitätsklinik Bonn war er Teil der Klinikleitung der MediClin Robert Janker Klinik. Seit 2017 leitet Glas die Abteilung Klinische Neuroonkologie und das Neuroonkologische Zentrum am Westdeutschen Tumorzentrum des Universitätsklinikums Essen. Im Jahr 2021 wurde er auf die Professur für Klinische Neuroonkologie an der Universität Duisburg-Essen berufen.

## Mitgliedschaften (Auswahl)
- ehem. Vorstandsmitglied der Neuroonkologischen Arbeitsgemeinschaft der Deutschen Krebsgesellschaft.
- Kommissionsmitglied Neuroonkologie der Deutschen Gesellschaft für Neuroonkologie.[4]

## Forschungsschwerpunkte
Glas widmet sich der Erforschung moderner Diagnose- und Therapieverfahren von Hirntumoren, insbesondere Glioblastomen und Hirnmetastasen. Er ist zudem in den Bereichen Präzisionsneuroonkologie, Künstliche Intelligenz und Digitalisierung in der Medizin aktiv. Seine Expertise umfasst die Neurologie und Neuroonkologie, einschließlich der Diagnostik und Therapie von Patienten mit hirneigenen Tumoren, Hirnmetastasen, Meningeosis neoplastica sowie paraneoplastischen Syndromen.

## Weitere Tätigkeiten
Glas ist Initiator, Gründer und Erster Vorsitzender des Deutschen Innovationsbündnis Krebs & Gehirn DIK&G, unterstützt u. a. vom ehemaligen Bundesgesundheitsminister Jens Spahn. Er ist zudem Mitglied des Beirats von yeswecan!cer, Deutschlands größter digitaler Selbsthilfegruppe für Krebspatienten, und war Mitinitiator der Kampagne „Gemeinsam gegen Glioblastom“. Weiterhin ist er Gründungsmitglied von Headacy, welche sich mit der Digitalisierung von erprobten Methoden und Behandlungsformen im Bereich der Migräne und Kopfschmerz einsetzt und diese als App verfügbar macht.

## Veröffentlichungen
- M. Glas, C. Happold, J. Rieger, D. Wiewrodt, O. Bähr, J. P. Steinbach, W. Wick, R. D. Kortmann, G. Reifenberger, M. Weller, U Herrlinger: Long-term survival of patients with glioblastoma treated with radiotherapy and lomustine plus temozolomide. In: J Clin Oncol. Band 27, 2009, S. 1257–1261.[3][4]
- M. Glas, B. H. Rath, M. Simon, R. Reinartz, A. Schramme, D. Trageser, R. Eisenreich, A. Leinhaas, M. Keller, H. U. Schildhaus, S. Garbe, B. Steinfarz, T. Pietsch, D. A. Steindler, J. Schramm, U. Herrlinger, O. Brüstle, B. Scheffler: Residual tumor cells are unique cellular targets in glioblastoma. In: Ann Neurol. Band 68, 2010, S. 264–269.
- M. Glas, O. Bähr, J. Felsberg, K. Rasch, D. Wiewrodt, E. Weimann, M. Simon, H. Urbach, J. Steinbach, R. Fimmers, M. Schabet, T. Nägele, G. Reifenberger, M. Weller, U Herrlinger: NOA-05 phase 2 trial of procarbazine and lomustine in gliomatosis cerebri. In: Ann Neurol. Band 70, 2011, S. 445–453.
- A. Wieland, D. Trageser, S. Gogolok, R. Reinartz, H. Höfer, M. Keller, A. Leinhaas, R. Schelle, S. Normann, L. Klaas, A. Waha, P. Koch, R. Fimmers, T. Pietsch, T. Yachnis, D. Pincus, D. A. Steindler, O. Brüstle, M. Simon, M. Glas*, B. Scheffler*: Anticancer effects of niclosamide in human glioblastoma. In: Clin Cancer Res. Band 19, 2013, S. 4124–4136. *shared last authorship.
- B. Scheffler, M. Simon, O. Brüstle, U. Herrlinger, M. Glas: Peripheral zone tumor cells, methods for their preparation and use: EP2324111 (2013); AU 2009291203 (2015); USPTO 9,103,819 (2015)
- U. Herrlinger, N. Schäfer, J. P. Steinbach, A. Weyerbrock, P. Hau, R. Goldbrunner, F. Friedrich, V. Rohde, F. Ringel, C. Braun, U. Schlegel, M. Sabel, M. W. Ronellenfitsch, M. Uhl, J. Maciaczyk, S. Grau, M. Händel, O. Schenll, D. Krex, P. Vajkoczy, R. Gerlach, R. D. Kortmann, M. Mehdorn, J. Tüttenberg, R. Mayer-Steinacker, R. Fietkau, S. Brehmer, F. Mack, M. Stuplich, S. Kebir, R. Kohnen, E. Dunkl, B. Leutgeb, M. Proescholdt, T. Pietsch, H. Urbach, C. Belka, W. Stummer, M. Glas: Bevacizumab Plus Irinotecan Versus Temozolomide in Newly Diagnosed O6-Methylguanine-DNA Methyltransferase Nonmethylated Glioblastoma: The Randomized GLARIUS Trial. In: J Clin Oncol. Band 34, 2016, S. 1611–1619.
- U. Herrlinger, T. Tzaridis, F. Mack, J. P. Steinbach, U. Schlegel, M. Sabel, P. Hau, R. D. Kortmann, D. Krex, O. Grauer, R. Goldbrunner, O. Schnell, O. Bähr, M. Uhl, C. Seidel, G. Tabatabai, T. Kowalski, F. Ringel, F. Schmidt-Graf, B. Suchorska, S. Brehmer, A. Weyerbrock, M. Renovanz, L. Bullinger, N. Galldiks, P. Vajkoczy, M. Misch, H. Vatter, M. Stuplich, N. Schäfer, S. Kebir, J. Weller, C. Schaub, S. Walter, J. C. Tonn, M. Simon, V. Keil, M. Nelles, H. Urbach, M. Coenen, W. Wick, M. Weller, R. Fimmers, M. Schmid, E. Hattingen, T. Pietsch, C. Coch, M. Glas for the Neurooncology Working Group (NOA) of the German Cancer Society: Phase III trial of CCNU/temozolomide (TMZ) combination therapy vs. standard TMZ therapy for newly diagnosed MGMT–methylated glioblastoma patients: the randomized, open–label CeTeG/NOA–09 trial. In: The Lancet. Band 393, Nr. 10172, 16. Feb 2019, S. 678–688.
- S. Kebir, E. Hattingen, M. Niessen, L. Rauschbach, R. Fimmers, T. Hummel, N. Schäfer, L. Lazaridis, C. Kleinschnitz, U. Herrlinger, B. Scheffler*, M. Glas*: Olfactory Function as Independent Prognostic Factor in Glioblastoma. In: Neurology. 2019; accepted for publication; *shared last authorship.